# Scindapsus carolinensis
Scindapsus carolinensis  Hosok. – gatunek wieloletnich, wiecznie zielonych pnączy z rodziny obrazkowatych, pochodzących z Wysp Karolińskich.